# توبياس نيلسون
توبياس نيلسون (بالسويدية: Tobias Nilsson)‏ (20 فبراير 1986 في السويد - ) هو لاعب كرة قدم سويدي في مركز الوسط. شارك مع منتخب السويد تحت 19 سنة لكرة القدم. أما مع النوادي، فقد لعب مع أتفدابيرجس ونادي أوربرو ونادي مالمو ونادي فالكنبرغ وLunds BK ‏.

## وصلات خارجية
- توبياس نيلسون على موقع اتحاد السويد (السويدية)
- توبياس نيلسون على موقع قاعدة بيانات كرة القدم.إي يو (الإنجليزية)
- توبياس نيلسون على موقع Soccerway.com (الإنجليزية)